# Абдуллагі Юсуф Ахмед
Абдулла́гі Юсу́ф Ахме́д (сом. Cabdullaahi Yuusuf Axmed; 15 грудня 1934, Галкайо, Галмудуг, Сомалі — 23 березня 2012) — військовий і політичний діяч Сомалі, голова держави з 10 жовтня 2004 до 29 грудня 2008 років.

## Біографія
Абдуллагі Юсуф Ахмед вивчав військову справу в Італії, по тому служив у сомалійській армії.
У 1978 році Абдула Ахмед був одним із організаторів і керівників заколоту, що провалився, спрямованого проти влади сомалійського диктатора Мохаммеда Сіада Барре. Значну допомогу в організації путчу надав СРСР. Після його провалу А. Ю. Ахмед разом з іншими невдахами-заколотниками емігрує до прорадянськи налаштованої Ефіопії, де у підпіллі очолив партизанську боротьбу проти режиму Барре.
23 липня 1998 року А.Ахмеда обрано президентом самопроголошеної держави Пунтленд. цей пост він обіймав до 1 липня 2001 року. В результаті військового перевороту проти нових органів влади в 2002 році повернув собі цю посаду.
10 жовтня 2004 року на засіданні перехідного парламенту Сомалі, що проходило в Найробі, Абдуллагі Юсуфа Ахмеда було обрано президентом Сомалі в перехідному уряді замість Абдулкасима Салад Хасана. Згодом екзильний уряд Сомалі на чолі з А. Ю. Ахмедом узяв під свій контроль велику територію Сомалі, включно зі столицею Могадішо.
Ситуація в Сомалі лишалась нестабільною, і А. Ю. Ахмед не раз ставав мішенню замахів бойовиків антиурядових угрупувань (2006, 2008 роки).
Внаслідок затяжного конфлікту між президентом і парламентом Сомалі, пов'язаним з різними позиціями по переговорах із ісламськими сепаратистськими угрупованнями й відставками 2 поспіль голів урядів з кабінетами, запропонованими Президентом (14 грудня 2008 року перехідного уряду прем'єра Нур Хасана Хусейна (Nur Hassan Hussein), а 24 грудня — уряду на чолі Мохамуда Мохаммеда Гуледа), 29 грудня 2008 року Абдула Юсуф Ахмед оголосив про відставку на спеціальному засіданні парламенту.